# Jin Sato
Jin Sato (Hokkaido, 27 september 1974) is een voormalig Japans voetballer.

## Carrière
Jin Sato speelde tussen 1997 en 2004 voor Yokohama Flügels, Kyoto Purple Sanga en Consadole Sapporo.